# Jacques Pellen
Jacques Pellen (9 de abril de 1957 - 21 de abril de 2020) foi um guitarrista de jazz francês. Pellen trabalhou com muitos músicos ao longo dos anos, como Peter Gritz, Kenny Wheeler, Bruno Nevez, Henri Texier, Riccardo Del Fra e o violinista Didier Lockwood.
Ele morreu de COVID-19 no dia 21 de abril de 2020 no hospital de Brest.